# Metapedie
Metapedie je mezinárodní wiki encyklopedie, která se sama definuje jako „nezávislá encyklopedie o společnosti, kultuře, umění, historii, filosofii a politice“, vymezuje se zejména proti Frankfurtské škole a v české verzi se definuje jako proevropská, nacionalistická, tradicionalistická a konzervativní a má ambici být informačním zdrojem „pro všechny nacionalistické a konzervativní aktivisty“. V Aktuálně.cz a Britských listech byla označena jako ultrapravicová wiki, podle Britských listů je zaměřena proti multikulturní společnosti a liberálním názorům a podle Aktuálně.cz obsahuje neonacisticky a ultrapravicově orientovaná hesla a slouží stoupencům nacismu a fašismu. Podle názoru Štěpána Kotrby z Britských listů bylo příčinou vzniku Metapedie to, že neonacistům nebylo umožněno manipulovat s hesly na Wikipedii, a Metapedie je podle Kotrby navázaná na ultrapravicový zpravodajský projekt Altermedia. Hlásí se k ní krajně pravicové projekty. Název je odvozen z termínu metapolitika, který je populární zejména na krajně pravicové scéně a je spojen s hnutím Nové pravice.
Projekt používá software MediaWiki. Podle tiráže za obsah odpovídá společnost „NFSE Media AB, Sweden“, která stránky zaregistrovala a švédská média ji označují za extrémně pravicovou, IP adresa serveru je registrována v Dallasu v Texasu v USA. V únoru 2010 odkazuje kmenová švédská verze na hlavní straně na 20 dalších jazykových verzí. Autoři píší pod pseudonymy.

## Historie
Projekt započal v srpnu 2006 švédskou verzí, on-line byla švédská verze spuštěna 26. října 2006, německá verze byla spuštěna v květnu 2007 a v září 2008 obsahovala kolem tisíce článků, které jsou podle názoru německého státního tajemníka psány z hlediska zájmů pravicových extremistů.
Česká verze byla spuštěna a začala být zmiňována v červenci 2007, kdy měla Metapedie šest jazykových mutací, slovenská verze funguje od 1. října 2007. 5. září 2008 hovořil německý státní tajemník o přinejmenším 11 jazykových verzích. V únoru 2010 odkazuje kmenová švédská verze na hlavní straně na 20 dalších jazykových verzí. Mezi největší patří počtem článků maďarská verze.

## Hodnocení a reakce
Podle názoru Klementa Borovce z přípravného výboru občanského sdružení Multikulturalismus a demokracie, vyjádřeného v roce 2007, může tento projekt podporou nacionalismu „přispět k mobilizaci obyvatel a rozrušení občanské společnosti založené na názorovém pluralismu, sociální spravedlnosti, rovnosti a multikulturalismu“. Česká metapedie bojovným způsobem oslavuje též Československé legie.
Miroslav Mareš z Masarykovy univerzity v Brně, označovaný za experta na extrémismus ve střední Evropě, se v říjnu 2007 vyjádřil, že „tyto stránky propagují myšlenky fašismu a extrémismu, i když se to může dít skrytou formou, například výběrem jen určitých skutečností, rétorikou a podobně“. Podle Mareše si mnozí lidé, kteří články najdou vyhledávačem, nemusí ani uvědomit, že čtou extremisticky motivovaný text.
Mluvčí Policejního prezidia ČR podplukovník Pavla Kopecká se pro Aktuálně.cz v říjnu 2007 vyjádřila, že policie ČR stránky prověřila, a shledala, že encyklopedie skutečně obsahuje popis osob i uskupení extremistického charakteru, ale nebyl zjištěn žádný materiál, „který by byl tendenčního a tedy nikoli jen výkladového charakteru“, a proto není na místě přijímat další procesní kroky, ale tento prostor zůstane v zorném poli, protože by mohl „přitahovat osoby s tendenčními výklady, které by za daných okolností mohly být minimálně alarmující či případně závadové“.
Zástupkyně mluvčích policejního prezidia SR Andrea Polačiková pro Aktuálně.cz sdělila, že slovenská policie nemůže zjišťovat, kdo na americkém serveru stránky provozuje, a podle zkušeností orgány USA spolupráci odmítnou, protože 1. dodatkem ústavy je v USA chráněna svoboda projevu.
Metapedie deklaruje, že jejím cílem je psát pravdu a fakta a ne to, co zastává politicky korektní většina.
Podle ústavně bezpečnostní zprávy Severního Porýní-Vestfálska má rysy, které jednoznačně bagatelizují nacionálně-socialistické režimy a revidují dějiny. Podle bezpečnostní zprávy ministerstva vnitra Severního Porýní-Vestfálska, která tyto tendence odsoudila, mohou například formulace v článku Holocaust navozovat dojem, že nedocházelo k žádnému systematickému vyhlazování Židů.
Frankfurter Rundschau Metapedii charakterizovalo jako alternativu pro velmi pravicově smýšlející lidi, kteří chtějí svůj světový názor chránit před dotěrnou znalostí fakt.

## Jazykové verze
Nejsilnější Metapedií je maďarská, která ovšem z neznámých důvodů nefunguje. Všechny Metapedie mají méně článků než česká Wikipedie. Metapedie jsou dostupné v 17 jazykových verzích, ale většina z nich je neaktivní. Potom tu máme také italskou Metapedii, která je dostupná pouze uživatelům všech Metapedií.
| Pořadí | Pořadí | Jazyk (český název) | Jazyk (český název) | Počet článků |
| ------ | ------ | ------------------- | ------------------- | ------------ |
| 1.     | 1.     | maďarština          | maďarština          | 147684       |
| 2.     | 2.     | němčina             | němčina             | 55088        |
| 3.     | 3.     | angličtina          | angličtina          | 13836        |
| 4.     | 4.     | švédština           | švédština           | 10258        |
| 5.     | 5.     | španělština         | španělština         | 9116         |
| 6.     | 6.     | estonština          | estonština          | 2686         |
| 7.     | 7.     | chorvatština        | chorvatština        | 2552         |
| 8.     | 8.     | rumunština          | rumunština          | 2392         |
| 9.     | 9.     | francouzština       | francouzština       | 1869         |
| 10.    | 10.    | portugalština       | portugalština       | 1613         |
| 11.    | 11.    | slovenština         | slovenština         | 935          |
| 12.    | 12.    | řečtina             | řečtina             | 873          |
| 13.    | 13.    | čeština             | čeština             | 671          |
| 14.    | 14.    | norština            | norština            | 600          |
| 15.    | 15.    | nizozemština        | nizozemština        | 410          |
| 16.    | 16.    | dánština            | dánština            | 244          |
| 17.    | 17.    | islandština         | islandština         | 231          |
| ?.     | ?.     | italština           | italština           | ?            |
| Celkem | Celkem | všechny             | všechny             | 251 058      |